# Archer Glacier
Archer Glacier är en glaciär i Antarktis. Den ligger i Västantarktis. Argentina, Chile och Storbritannien gör anspråk på området. Archer Glacier ligger 406 meter över havet.
Terrängen runt Archer Glacier är bergig västerut, men österut är den kuperad. Trakten är obefolkad. Det finns inga samhällen i närheten. 